# Hypocrites tenuis
Hypocrites tenuis là một loài bọ cánh cứng trong họ Cerambycidae.